# Rewind – Die zweite Chance
Rewind – Die zweite Chance ist ein deutscher Spielfilm von Johannes F. Sievert aus dem Jahr 2017. Die Premiere erfolgte am 26. Oktober 2017 auf den Internationalen Hofer Filmtagen, der Kinostart in Deutschland am 3. Mai 2018.

## Handlung
Kommissar Richard Lenders ermittelt in einem Mordfall. Dabei lernt er ein Team von Teilchen-Physikern kennen, die ihm helfen sollen, die komplexen Formeln, die man bei dem Toten fand, zu entschlüsseln. Als Lenders und sein Kollege bei der Autopsie auf einen implantierten Chip im Kopf des Opfers stoßen, werden sie mit der absurden Möglichkeit konfrontiert, dass der Tote eventuell aus einer anderen Zeit stammt. Ein weiterer Mord geschieht, der einem ähnlichen Muster zu folgen scheint.

## Produktion
Rewind – die zweite Chance ist das Spielfilm-Debüt von Johannes F. Sievert, der 2011 mit der Arbeit an dem Drehbuch für den Film begann. Der Film wurde für den WDR und arte mit Förderung durch die Film und Medienstiftung NRW von der Pandora Film GmbH produziert. Der Film wurde 2015 gedreht, kam aber erst 2018 ins Kino, da Sievert während des Schnitts zu Rewind – die zweite Chance die beiden Dokumentarfilme Verfluchte Liebe deutscher Film und Offene Wunde deutscher Film drehte und fertigstellte. Rewind – die zweite Chance erlebte seine Uraufführung auf den Hofer Filmtagen 2017 und war danach unter anderem beim Filmfest Biberach, beim Kinofest Lünen und beim Festival des deutschen Films Ludwigshafen zu sehen.

## Kritiken
- „Seine düster-unterkühlten Bilder sind eindrücklich. Sie fesseln an diesen Film. Gleichzeitig durchzieht den Film durch sie aber auch stets eine gewisse Wehmut und zum anderen kommen die Bilder so dem eigentlichen Kern des Films näher, der zwar Genrefilm ist, aber dabei auch stets ein Gedankenspiel über das Thema Zeitreise und die Frage, ob es überhaupt sinnvoll ist, die Vergangenheit zu verändern, bleibt. Ein Blick wert ist dieser stilvoll inszenierte Kinofilm also auf jeden Fall, denn er bietet nicht nur viel Reibungsfläche, sondern zeigt auch, wie man auch schon in den letzten Jahren zunehmend feststellen konnte, dass sich das deutsche Genrekino endlich wieder bewegt.“ (BeNow, Ron Jäger)[8]
- „Ein ambitionierter Versuch, Genre-Konventionen mit phantastischen Elementen zu verknüpfen ist ‚Rewind: Die zweite Chance‘ ohne Frage, als überzeugender Genre-Film jedoch nur bedingt gelungen.“(programmkino.de, Michael Meyns)[9]